# Joanne (canción de Orion the Hunter)
«Joanne» es una melodía compuesta por Brad Delp, Fran Migliaccio y Bruce Smith e interpretada por la banda estadounidense de hard rock Orion the Hunter. Se numeró como la octava canción del álbum homónimo, publicado en 1984 por la discográfica Portrait Records.

## Publicación y descripción
Dicho tema fue lanzado como el segundo y último sencillo de Orion the Hunter —y del grupo— en formatos de siete y doce pulgadas en 1984, ambos promocionales. Fue producido por Barry Goudreau y Lennie Petze. En la edición de siete pulgadas contiene el tema principal en ambos lados del vinilo, mientras que en la versión de doce pulgadas en la cara B de este disco gramofónico fue enlistada la pista «All Those Years» —en español: «Todos esos años»—, escrita por Goudreau, Delp y Migliaccio.

## Lista de canciones
Versión de siete pulgadas

| Lado A |          |          |  |
| N.º    | Título   | Duración |  |
| 1.     | «Joanne» | 3:42     |  |

| Lado B |          |          |  |
| N.º    | Título   | Duración |  |
| 2.     | «Joanne» | 3:42     |  |
| 7:24   |          |          |  |

Versión de doce pulgadas

| Lado A |          |          |  |
| N.º    | Título   | Duración |  |
| 1.     | «Joanne» | 4:27     |  |

| Lado B |                   |          |  |
| N.º    | Título            | Duración |  |
| 2.     | «All Those Years» | 4:38     |  |
| 9:06   |                   |          |  |

## Créditos

### Orion the Hunter
- Fran Cosmo — voz principal y guitarra rítmica.
- Barry Goudreau — guitarra líder y coros.
- Bruce Smith — bajo y coros.
- Michael DeRosier — batería y percusiones.

### Músicos adicionales
- Brad Delp — voz y coros adicionales.
- Lennie Petze — guitarras adicionales.
- Steve Baker — piano.
- Jimmy Bralower — sintetizadores y teclados.
- John Schuller — sintetizadores y teclados.
- Peter Wood — sintetizadores y teclados.